# Andrei Wiktorowitsch Prokunin
Andrei Wiktorowitsch Prokunin (russisch Андрей Викторович Прокунин; * 7. Mai 1978 in Pawlowski Possad) ist ein ehemaliger russischer Biathlet und heutiger Biathlontrainer. 
Andrei Prokunin, Polizist aus Moskau, betreibt seit 1987 Biathlon und startet für Tuschino Moskau. Sein internationales Debüt gab er 1998 bei den Juniorenweltmeisterschaften in Jericho, wo er Gold im Sprint und Bronze im Einzel gewann. 1999 debütierte er in Pokljuka auch im Biathlon-Weltcup als 51. im Einzel von Osrblie. Schon ein seinem zweiten Rennen, einem Sprint in Pokljuka, gewann er als 15. erstmals Weltcuppunkte. Höhepunkt der Saison wurde die erstmalige Teilnahme an den Biathlon-Weltmeisterschaften. Am Holmenkollen in Oslo kam er sowohl im Sprint wie auch in der Verfolgung auf den 29. Platz. Im Sommer schaffte er mit der russischen Staffel bei der WM im Sommerbiathlon in Chanty-Mansijsk auf den vierten Platz.
Die nächste Saison brachte Prokunins beste Ergebnisse. Mit der Staffel (mit Sergei Roschkow, Michail Kotschkin und Alexei Kobelew) wurde er in Antholz Dritter, in Oberhof kam er in einem Sprint auf den 14. Platz und wurde in Antholz nochmals Staffeldritter (Roschkow, Pawel Rostowzew und Wiktor Maigurow). Höhepunkt der Saison waren Prokunins zweite Weltmeisterschaften in Kontiolahti. Hier belegte er im Sprint den 30. und in der Verfolgung den 39. Platz. Hinzu kam ein vierter Platz mit der russischen Staffel. Im folgenden Jahr trat er bei den Europameisterschaften an, die in Kontiolahti ausgetragen wurden und erreichte als beste Platzierung einen vierten Staffelplatz. Seit 2002/03 trat Prokunin meist im Europacup an, wo er seitdem zwei Rennen, darunter ein Staffelrennen gewann. 2008 wurde er in Uwat russischer Meister in der Super-Verfolgung über 7,5 km und im Massenstart.
Bei den russischen Meisterschaften 2009 wurde Prokunin auf Dopingsubstanzen geprüft, das Ergebnis fiel positiv auf EPO aus. Prokunin wurde deswegen vom russischen Verband für zwei Jahre gesperrt.
Nachdem Andrei Prokunin in Vorbereitung der Olympischen Winterspiele in Pyeongchang die südkoreanischen Biathleten trainierte, wechselte er im Sommer 2018 als Cheftrainer zum ukrainischen Frauenteam, wo er Uroš Velepec nachfolgt.

## Biathlon-Weltcup-Platzierungen
Die Tabelle zeigt alle Platzierungen (je nach Austragungsjahr einschließlich Olympische Spiele und Weltmeisterschaften).
- 1.–3. Platz: Anzahl der Podiumsplatzierungen
- Top 10: Anzahl der Platzierungen unter den ersten zehn (einschließlich Podium)
- Punkteränge: Anzahl der Platzierungen innerhalb der Punkteränge (einschließlich Podium und Top 10)
- Starts: Anzahl gelaufener Rennen in der jeweiligen Disziplin

| Platzierung                      | Einzel | Sprint | Verfolgung | Massenstart | Staffel | Gesamt |
| -------------------------------- | ------ | ------ | ---------- | ----------- | ------- | ------ |
| 1. Platz                         |        |        |            |             |         |        |
| 2. Platz                         |        |        |            |             |         |        |
| 3. Platz                         |        |        |            |             | 2       | 2      |
| Top 10                           |        | 2      |            |             | 6       | 8      |
| Punkteränge                      |        | 12     | 5          |             | 6       | 23     |
| Starts                           | 7      | 30     | 21         |             | 6       | 64     |
| Stand: nach der Saison 2009/2010 |        |        |            |             |         |        |